# 화정초등학교 화양분교
화정초등학교 화양분교는 경상남도 의령군 화정면 상이리 669-1에 있었던 초등학교이다.

## 연혁
- 1934년 4월 1일 화정공립보통학교 화양간이학교 인가
- 1945년 4월 1일 화양공립국민학교로 승격
- 1949년 6월 11일 화남분교장 설립인가
- 1991년 3월 1일 화정국민학교 화양분교장
- 1999년 3월 1일 화정초등학교로 통폐합